# William de Blois (Bischof, Lincoln)
William de Blois († 10. Mai 1206) war ein anglonormannischer Geistlicher und Bischof von Lincoln.

## Herkunft und Aufstieg als Geistlicher
Die Herkunft von William ist unbekannt. Vermutlich stammte er aus Blois in Frankreich, wonach er benannt wurde. Als Magister lehrte er an den Schulen von Paris, ehe er als Geistlicher in den Haushalt von Bischof Hugh de Puiset nach Durham kam. Da Bischof Hugh ein Neffe von König Stephan von Blois und von dessen Bruder Henry de Blois Bischof von Winchester war, kam William wohl aufgrund seiner Herkunft aus Blois in den Haushalt von Hugh de Puiset. Für den Bischof bezeugte William zahlreiche Urkunden, im Gegenzug wurde er Rektor der Pfarrkirche St Nicholas in Durham, die unter dem Kirchenpatronat des Bischofs stand. Ende der 1180er Jahre war William in den Haushalt von Bischof Hugo von Lincoln gewechselt. Er schien jedoch weiterhin enge Verbindungen nach Durham beizubehalten, denn er stand am Totenbett von Hugh de Puiset, als dieser 1195 starb. Vor 1189 war William stellvertretender Dekan und 1196 Präzentor der Kathedrale von Lincoln geworden. 

## Bischof von Lincoln
Nachdem am 16. November 1200 Bischof Hugo von Lincoln gestorben war, versuchte König Johann Ohneland vergeblich, einen seiner Vertrauten zum neuen Bischof von Lincoln wählen zu lassen. Da die Einkünfte während der Sedisvakanz der Diözese an den König flossen, soll der König schließlich über zwei Jahre lang die Wahl eines neuen Bischofs verhindert haben. Kurz vor dem 6. Juli 1203 wählte das Kathedralkapitel schließlich William zum neuen Bischof. Am 24. August 1203 wurde William von Bischof William de Ste Mère-Église von London, der den erkrankten Erzbischof Hubert Walter vertrat, in Canterbury zum Bischof geweiht. 
Als Angehöriger des Haushalts seines Vorgängers konnte William leicht an die Arbeit seines Vorgängers anknüpfen. In seinem Haushalt waren fast ausschließlich Geistliche beschäftigt, die ihrem Namen nach aus der Diözese stammten und die er wohl aus seiner bisherigen Tätigkeit in Lincoln schon kannte. Die einzige bekannte Ausnahme war sein namensgleicher Verwandter William de Blois, den er zum Archidiakon von Buckinghamshire ernannte. William selbst erwies sich als fleißiger Verwalter. Aus seiner kurzen Amtszeit sind noch 86 Urkunden erhalten. Dazu vermittelte er 1204 in einem Streit zwischen Saer de Quincy, den Kanonikern von Newnham und den Mönchen von St Neots Priory über die Rechte an der Kirche von Eynesbury in Huntingdonshire. Nach seinem Tod 1206 wurde William in der Kathedrale von Lincoln beigesetzt. Trotz seiner kurzen Amtszeit war er in Lincoln als gebildeter Theologe mit freundlichem Wesen in Erinnerung geblieben, wie das von John Schalby Anfang des 14. Jahrhunderts verfasste Buch über die Bischöfe von Lincoln zeigt.